# Dostonbek Tursunov
Dostonbek Tursunov (tiếng Nga: Достонбек Турсунов; sinh ngày 13 tháng 6 năm 1995) là một cầu thủ bóng đá người Uzbekistan. Anh hiện đang chơi cho câu lạc bộ Renofa Yamaguchi và đội tuyển quốc gia Uzbekistan ở vị trí trung vệ.

## Đội tuyển bóng đá quốc gia Uzbekistan
Dostonbek Tursunov thi đấu cho đội tuyển bóng đá quốc gia Uzbekistan.

## Thống kê sự nghiệp
| Đội tuyển bóng đá Uzbekistan | Đội tuyển bóng đá Uzbekistan | Đội tuyển bóng đá Uzbekistan |
| Năm                          | Trận                         | Bàn                          |
| ---------------------------- | ---------------------------- | ---------------------------- |
| 2018                         | 3                            | 0                            |
| 2019                         | 2                            | 1                            |
| Tổng cộng                    | 5                            | 1                            |